# 鄧家彪
鄧家彪，BBS，JP（1979年10月29日—），香港政治人物，已婚，育有一仔一女，居於大埔區，現任香港立法會議員（九龍東），曾任離島區議員（逸東邨北，2008年－2019年），勞工界立法會議員（2012年－2016年），經工會團體票內部選舉，成為勞工顧問委員會勞方委員（2017年－2023年）。於2016年在轉戰新界東選區地區直選落敗後，2017年加入民建聯成為工聯會/民建聯雙重會籍成員。2020年10月獲頒銅紫荊星章。同年，政府再續鄧家彪成為扶貧委員會非官方委員（任期為2020年－2022年）。

## 簡介
鄧家彪祖籍廣東東莞市，早年在屯門大興邨長大，畢業於台山商會學校及迦密唐賓南紀念中學，2001年香港中文大學畢業，後來加入社會福利署保障部，任職就業援助主任，面對不少領綜援人士。當時香港因沙士而經濟十分惡劣，失業情況嚴重，鄧家彪聲稱「認識現實與理想之間，社會政策有不少落差」，有感於政府部門和職位能力有限，希望加入更能夠直接協助基層的團體，故此在2003年加入工聯會，從事有關就業政策研究。期後，協助陳婉嫻參加2004年香港立法會選舉九龍東選區，陳婉嫻順利連任。
2007年香港區議會選舉，鄧家彪當選離島區議員（逸東邨北選區），連任至2019年。
2008年香港立法會選舉，參加新界西選區協助王國興由勞工界功能界別轉至地區直選成功連任。
2012年，鄧家彪循勞工界功能組別自動當選成為立法會議員。
2016年香港立法會選舉，鄧家彪參加新界東直選，以26,931得票落敗。
2018年3月香港立法會補選，鄧家彪參加新界東直選，得票152,904，但仍以30858票之差敗於新民主同盟的范國威，再度落敗。同年，鄧家彪獲頒「太平紳士」（JP）。
2019年香港區議會選舉，鄧為2020年香港立法會選舉作準備，決定放棄連任東涌區議員，轉到水泉澳選區出選，建制派在原區改派劉展鵬參選，但劉被獨立民主派對手方龍飛擊敗，交棒失敗。而其本人亦在空降選區以僅32票不敵沙田區政盧德明，不但在選舉中錄得三連敗，其空降失敗之餘更淪為「雙失」議員。
2021年香港立法會選舉，鄧家彪參加九龍東直選，得票65,036，成功當選並重返議會，接替有意退休的時任九龍東立法會議員、工聯會榮譽會長黃國健。
| 政党         | 政党                 | 候选人       | 票数    | %     | ± |
| ------------ | -------------------- | ------------ | ------- | ----- | - |
|              | 工聯會               | 1.鄧家彪     | 65,036  | 44.11 |   |
|              | 民建聯               | 2.顏汶羽     | 64,275  | 43.59 |   |
|              | 民主思路             | 3.陳進雄     | 2,999   | 2.03  |   |
|              | 獨立                 | 4.胡健華     | 3,090   | 2.10  |   |
|              | 獨立                 | 5.李嘉欣     | 12,049  | 8.17  |   |
| 總有效票數   | 總有效票數           | 總有效票數   | 147,449 | 98.14 |   |
| 無效票       | 無效票               | 無效票       | 2,802   | 1.86  |   |
| 投票率       | 投票率               | 投票率       | 150,251 | 31.62 |   |
| 登記選民人數 | 登記選民人數         | 登記選民人數 | 475,223 |       |   |
|              | 工聯會胜出（新议席） |              |         |       |   |
|              | 民建聯胜出（新议席） |              |         |       |   |

| 政党   | 政党           | 候选人    | 票数  | %     | ±      |
| ------ | -------------- | --------- | ----- | ----- | ------ |
|        | 工聯會/ 民建聯 | ①. 鄧家彪 | 3,069 | 49.63 | 不適用 |
|        | 無黨派         | ②. 雷奕芳 | 14    | 0.22  | 不適用 |
|        | 沙田區政       | ③. 盧德明 | 3,101 | 50.15 | 不適用 |
| 多数票 | 多数票         | 多数票    | 32    | 0.52  | 不適用 |

| 政党   | 政党   | 候选人    | 票数  | %     | ± |
| ------ | ------ | --------- | ----- | ----- | - |
|        | 无党籍 | ①. 梁漢威 | 900   | 22.72 |   |
|        | 工聯會 | ②. 鄧家彪 | 3,061 | 77.28 |   |
| 多数票 | 多数票 | 多数票    | 2,161 | 54.56 |   |

| 政党   | 政党   | 候选人    | 票数  | %     | ±     |
| ------ | ------ | --------- | ----- | ----- | ----- |
|        | 工聯會 | ①. 鄧家彪 | 2,691 | 61.38 | +7.97 |
|        | 民主黨 | ②. 郭平   | 1,693 | 38.62 | -7.97 |
| 多数票 | 多数票 | 多数票    | 998   | 22.76 |       |

| 政党   | 政党   | 候选人    | 票数  | %     | ± |
| ------ | ------ | --------- | ----- | ----- | - |
|        | 民主黨 | ①. 郭平   | 1,317 | 46.59 |   |
|        | 工聯會 | ②. 鄧家彪 | 1,510 | 53.41 |   |
| 多数票 | 多数票 | 多数票    | 193   | 6.83  |   |

## 關注議題
於在任議員期間，鄧曾經關注層壓式推銷爭議，強積金對沖及高昂手續費問題，香港安老院問題，偏遠島嶼基本設施議題，亞洲電視欠薪及不獲續牌事件，健身中心不良銷售問題，
家用石油氣供應競爭問題及加洲健身中心倒閉風波等問題。。
另外，於區議會層面，鄧亦爭取逸東邨建地鐵站及東涌物價高昂問題。

### 促政府將992緊急求助服務可傳相和衛星定位
政府緊急求助熱線為999，而緊急短訊服務則是992。聾人由於未能以語言交流，992服務就是他們求救的主要方式。然而現時992服務只接受SMS短訊，未能與時並進，鄧家彪與聾人機構「龍耳」希望，政府可以提升相關系統。

### 關注殘疾人士就業
有大專程度的聽障畢業生表示，即使畢業一年，仍未能覓得工作。有聽障生曾求助勞工處的展能就業科，但認為所提供的工種不太適合，故需要求助社福機構「龍耳」協助尋找工作。鄧家彪認為，政府應該加強針對高學歷殘疾人士的就業支援。他建議政府應帶頭多聘用殘疾人士，並與社會企業加強合作，以促進殘疾人士的就業。

## 爭議

### 侍產假議題立場爭議
2015年立法會審議有薪男士侍產假草案時，鄧家彪在內的工聯會全體棄權由泛民議員提出把侍產假增至7天的修正案，惹來「講一套做一套」質疑。
至2018年10月，立法會再討論增加侍產假的條例草案，民主派提出增加至7日，以及一年後增加至7日的兩個修正案，但工聯會6位議員表決時未有支持。

### 指控香港眾志貴賣口罩，聲稱一個口罩成本只需兩毫港元
於2020年COVID-19疫情期間，市面口罩供應緊張，香港眾志在外地採購到10萬個口罩出售，結果火速售罄，但鄧家彪就質疑售價，又引述其黨友何啟明指1個口罩成本只係兩毫子港元，質疑為何眾志每盒50片裝口罩要賣98港元，結果被網民批評。及後，何啟明急急澄清，每個口罩平時的純材料價大約是兩毫二港元，包括面料、耳繩和鼻線，而租金、人工、運輸和廠房等成本還未計算在內。

### 新冠病毒疫情

#### COVID-19期間涉嫌違反《預防及控制疾病規例》
於2020年COVID-19疫情期間，網上傳出多張照片，顯示工聯會多名成員黃國健、鄧家彪等，出席黃大仙富臨皇宮一個慶回歸晚宴時，在進食以外時間脫下口罩四處交談，及上台唱歌、致辭、祝酒，社交距離以及每枱餐桌間的距離也不足1.5米，涉嫌違反法例《預防及控制疾病規例》第599F章。鄧家彪其後聲稱席上無人感染COVID-19，法規上無問題，被問到當時有否戴口罩，鄧亦未有正面回應。

#### 確診新冠病毒
2022年8月，鄧家彪新冠病毒核酸檢測結果呈初步陽性。他前後共接種五針新冠疫苗，包括前三針的科興疫苗及後兩針由香港大學及國藥集團共同開發的新冠疫苗。他在接種第五針後，曾聲稱沒出現任何副作用和不適，笑稱「還精神了，保護力大大增強」。

## 個人軼事
鄧家彪曾就讀香港中文大學社會學，當時教授他的是中大社會學副教授陳健民，是後來「佔中三子」之一（兩人政治立場相左），陳健民在佔中前的商討日時向社福機構，稱鄧家彪最熟悉無家者。鄧家彪在中大讀書時跟過陳健民寫畢業論文，論文題目是 「探討香港露宿者情况」，邀請陳健民做論文導師。他形容陳健民當年年輕友善，在校園「稍受歡迎」，又稱陳健民熟悉中國，對香港基層亦不離地，但就「錯信」戴耀廷，指陳健民「錯信姓戴嘅政治野心家，走錯路」。「用犧牲法治嘅方式爭取抽空嘅民主政制，以攤牌搏鬥嘅方式與中央政府博弈。我當年探討窮人瞓街，誰料到十幾年後，你策劃瞓街」。

### 住所遭賊人爆竊
2023年5月11日凌晨3時許，鄧家彪在住所休息，發現一名男子形迹可疑其後逃去，隨後發現單位花園玻璃大門被打開及有爆竊搜掠痕迹。他與家人均無大礙，經點算發現失去約500元現金及一張銀行卡。他形容屋苑一向和諧安全，故大門一向有關閉但無上鎖，住所亦無安裝閉路電視，沒料到會發生入屋爆竊案，對此感到震驚。

## 外部連結
- 鄧家彪 | 思考香港 (thinkhk.com) （页面存档备份，存于）

| 議會席位    | 議會席位                         | 議會席位      |
| ----------- | -------------------------------- | ------------- |
| 前任： 首任 | 離島區議會逸東邨北 2008年—2019年 | 繼任： 方龍飛 |